# Aristomorphus borgmeieri
Aristomorphus borgmeieri är en skalbaggsart som först beskrevs av August Reichensperger 1931.  Aristomorphus borgmeieri ingår i släktet Aristomorphus och familjen stumpbaggar. Inga underarter finns listade i Catalogue of Life.